# Платизма
Платизма (лат. platysma) је парни поткожни мишић врата, који лежи на његовој предњој и бочној страни. Има исту инервацију и порекло као и мимични мишићи главе, и са њима чини функционалну целину.
Платизма се припаја на унутрашњој страни коже доњег дела одговарајућег образа и угла усана, и такође на ивици тела доње вилице. Одавде се простире наниже, преко кључне кости, и причвршћује се на дубокој страни коже предњег дела грудног коша (од грудне кости до лопатице).
Мишић је инервисан од стране вратне гране фацијалног живца, а основна функција му се огледа у подизању, затезању и стварању набора на кожи врата. Осим тога, делује и као мимични мишић изражавајући стање страха, а учествује и као помоћни мишић у спуштању мандибуле и отварању уста.